# Pusher (1996)
Pusher ist ein dänischer Film aus dem Jahr 1996, der im Drogenmilieu spielt. Regie führte Nicolas Winding Refn. Es war die erste große Rolle für Mads Mikkelsen. In Deutschland wurde dem Filmtitel teilweise die Unterzeile Du hast keine Chance – nutze sie! angehängt.

## Handlung
Frank und sein bester Freund Tonny sind zwei stadtbekannte, arbeitslose Verlierer, die amateurhaften Drogenhandel betreiben. Sie dealen allerdings nur mit Heroin, das sie auf Kommission von dem serbischen Gangster Milo bekommen. Als bei einem geplanten Drogengeschäft die Polizei auftaucht, muss Frank das gesamte Heroin in einen See schütten. Dadurch hat zwar die Polizei nichts gegen ihn in der Hand, allerdings schuldet er Milo nun das Geld für die Drogen. Zusammen mit den Schulden aus einem anderen Drogendeal und „Zinsen“ schuldet Frank Milo nun 230.000 Kronen. Da er Tonny für die Polizeiaktion mit verantwortlich macht, verprügelt er ihn in einer Bar schwer und trennt sich von ihm.
Milo gibt Frank 48 Stunden Zeit, um das Geld zu besorgen, womit für diesen ein verzweifelter Wettlauf gegen die Zeit beginnt. Dabei wird er anfangs noch von Milos Schläger Radovan unterstützt, später aber auch von diesem drangsaliert. Lediglich die Tabledancerin Vic, mit der Frank eine lose Beziehung hat, hält zu ihm. Gegenüber Vic verhält sich Frank jedoch stets kühl und abweisend und reagiert sogar gewalttätig, wenn sie ihre Gefühle zeigen will. Frank lässt nichts unversucht, um an das Geld zu kommen. Unter anderem versucht er, Schulden von Bekannten einzutreiben, bittet seine Mutter um Geld und überfällt sogar andere Gangster. Die meisten dieser Versuche scheitern jedoch kläglich. Schließlich kehrt Frank unverrichteter Dinge zu Milo zurück, der ihn daraufhin schwer misshandeln lässt. Frank gelingt die Flucht und später der Diebstahl von Drogen aus dem Besitz eines Bodybuilders. Mit dem mittlerweile zusammengeklauten Geld von fast 70.000 Kronen will Frank mit Vic nun nach Spanien flüchten und begibt sich mit ihr in eine Diskothek. Die Frau schöpft daraus die Hoffnung, dass Frank doch Gefühle für sie haben könnte und ein Neuanfang möglich ist. Ein Telefonat mit Milo lässt Frank in dem Glauben, seine Schuld mit den fast 70.000 Kronen begleichen zu können. Er sagt den Neubeginn mit Vic daraufhin ab. Die enttäuschte Vic stiehlt ihm, während er telefoniert, sein Geld und flüchtet. Frank steht somit erneut ohne Geld da.

## Produktion

### Entstehung
Der Film war ursprünglich ein zehnminütiger Kurzfilm, den Winding Refn als Bewerbung für die dänische Filmhochschule gedreht hatte. Er lehnte das anschließende Angebot der Schule jedoch ab und entschied sich, Pusher stattdessen in einen Independentspielfilm zu verwandeln, nachdem ihm ein Finanzierungsangebot über 6 Millionen Kronen gemacht wurde.
Refn arbeitete mit dem Filmstudenten Jens Dahl am Drehbuch des Films. Sein Ziel war es, die Geschichte eines Mannes unter Druck zu erzählen, ohne dabei das Leben eines Drogendealers zu glorifizieren. Refn legte die Ereignisse des Plots in seinen Notizen gemäß der Wochentage an. Dies ist schließlich als Stilmittel im fertigen Film zu finden.

### Dreharbeiten
Während der Proben war Refn mit dem Schauspieler unzufrieden, den er als Frank besetzt hatte. Er hielt ihn für zu milde und langweilig. Zwei Wochen bevor gedreht werden sollte, feuerte Winding Refn den Darsteller ohne Aussicht auf Ersatz. Winding Refn kontaktierte Kim Bodnia, der zu der Zeit schon ein etablierter Schauspieler war und dieser sagte zu. Obwohl auch die restlichen größeren Rollen mit erfahrenen Schauspielern besetzt wurden, wurden einige der kleineren Parts an Winding Refns Freunde oder an mit dem Leben auf der Straße vertraute Personen verteilt.
Bodnia brachte einen hohen Grad an Intensität und Aggressivität in den Charakter ein, worauf einige seiner Kollegen nicht vorbereitet waren. Winding Refn behauptet, dass die überraschten Reaktionen einiger Darsteller echt waren, da sie keine Proben mit Bodnia hatten und die ruhige Darbietung des vorhergehenden Schauspielers erwarteten.
Slavko Labović, der den serbischen Gangster Radovan spielte, war ein Freund Željko Ražnatovićs. Er stellte ein Poster von Ražnatović als Requisite in Milos Hauptquartier zur Verfügung. Der Darsteller Milos, Zlatko Burić, ist eigentlich Kroate. Die Gewalt, die zur Zeit der Dreharbeiten auf dem Balkan zwischen Serben und Kroaten aufflammte, beunruhigte Winding Refn. Die dortigen Ereignisse hatten aber keinerlei negativen Einfluss auf die Stimmung am Set.
Der Film wurde unter Einhaltung dänischer Gewerkschaftsregeln gedreht, was nur acht Stunden Dreharbeiten am Tag und am Wochenende gar keine erlaubte. Die Vorschriften, in Kombination mit den hohen Kosten für Drehgenehmigungen, verursachten große Zeit- und Budgetengpässe. Es wurde ausschließlich mit Handkameras gedreht, da Winding Refn ein realistisches, dokumentarisches Gefühl einfangen wollte. Das verursachte Verzögerungen des Drehplans und dadurch musste Winding Refn, was seinen Wunsch anging, den Film düster zu halten, Kompromisse eingehen. Aufgrund des mangelhaften Lichtes sind die Darsteller oft von hinten beleuchtet.
Der Film wurde fast komplett chronologisch gedreht. Winding Refn gab später an, dass ihn das nicht chronologische Drehen verwirren würde. Trotzdem wurden einige Szenen nachgedreht und später eingefügt. Die Szene, in der Frank Milos Schläger anschießt, wurde ursprünglich ohne Spezialeffekte gefilmt. Winding Refn war aber mit dem Ergebnis unzufrieden und wiederholte die Szene mit Platzpatronen. Die Szene, die den Junkie beinhaltet, wurde nach der Beendigung der Dreharbeiten aufgenommen, um eine ehemalige Szene zu ersetzen, die eine alte, überholte Version von Franks Charakter behandelt hatte.

## Deutsche Synchronfassung
Die deutsche Synchronbearbeitung entstand bei der Galileo Medien AG in Babelsberg. Julien Haggège schrieb das Dialogbuch, Frank Schaff führte Dialogregie.
| Darsteller     | Deutscher Sprecher  | Rolle    |
| -------------- | ------------------- | -------- |
| Kim Bodnia     | Erich Räuker        | Frank    |
| Mads Mikkelsen | Lutz Schnell        | Tonny    |
| Zlatko Burić   | Adrian Kostré       | Milo     |
| Slavko Labovic | Detlef Bierstedt    | Radovan  |
| Levino Jensen  | Charles Rettinghaus | Mike     |
| Lars Bom       | Tobias Kluckert     | Polizist |

## Kritiken
„Um Authentizität bemühter, harter Drogenthriller über die düsteren Gassen und gescheiterten Existenzen, die Voraussetzungen für diese Art von Kriminalität sind. Das erhebliche Gewaltpotenzial des Films schockiert gerade durch seine Wirklichkeitsnähe.“

„Die dänische ‚GoodFellas‘-Variante im grobkörnig-rauen Undergroundfilm-Look gleicht einem Schlag in die Magengrube. Morten Søborgs Handkamera-Bilder sind ganz nah dran an den Figuren: kaputte Existenzen, die im improvisierten Gossenjargon reden und als verzweifelte Überlebenskämpfer keine Schwächen zeigen dürfen. […] Fazit: Dänen kønnen och åndørs: knållhårt!“

## Hintergrund
- Das Budget des Films betrug 6 Millionen dänische Kronen, was in etwa 780.000 Euro entspricht.

## Auszeichnungen
- 1997: Bodil, Bester Nebendarsteller für Zlatko Burić

## Fortsetzungen und Neuverfilmungen
- Dank des Erfolgs konnten zwei Nachfolger gedreht werden, Pusher II (2004, wieder mit Mads Mikkelsen und Zlatko Buric) und Pusher 3 (2005, mit Zlatko Buric).
- Im Sommer 2007 erschien eine hauptsächlich in England gedrehte Neuverfilmung auf Hindi; Hauptdarsteller sowie Regisseur war Assad Raja. Mahima Chaudhry spielte eine Nebenrolle. Eine deutsche Veröffentlichung ist nicht geplant.[6]
- 2012 entstand mit Pusher eine britische Neuverfilmung des Stoffes.
- Beim Filmfest München 2025 wurde eine restaurierte 4K-Fassung gezeigt.[7]